# Hypnodendron microstictum
Hypnodendron microstictum là một loài Rêu trong họ Hypnodendraceae. Loài này được Mitt. ex A. Jaeger & Sauerb. mô tả khoa học đầu tiên năm 1880.